# Tribalus decellei
Tribalus decellei är en skalbaggsart som beskrevs av Vienna 1994. Tribalus decellei ingår i släktet Tribalus och familjen stumpbaggar. Inga underarter finns listade i Catalogue of Life.